# Марко Поло (телесериал)
«Ма́рко По́ло» (англ. Marco Polo) — американский исторический телесериал, повествующий о путешествии легендарного венецианского торговца Марко Поло. Главные роли исполнили Лоренцо Рикельми (Марко Поло) и Бенедикт Вонг (Хубилай-хан). 12 декабря 2014 года все серии первого сезона стали доступны онлайн на сайте Netflix. 1 июля 2016 года все десять серий второго сезона были выложены онлайн на официальном сайте Netflix.
12 декабря 2016 Netflix закрыл сериал.

## Сюжет
1273 год. Молодой венецианец Марко Поло вместе со своим отцом в составе группы европейских купцов прибывает в Китай, находящийся под властью монголов и оказывается при дворе правителя, Хубилай-хана. Отец Марко предлагает хану отдать своего сына ему в услужение в обмен на право торговли на Шелковом пути. Марко обучается местным традициям и культуре, становится близок к хану и поневоле оказывается вовлечен в политические интриги при дворе.

## Производство
Сериал был разработан специально для телеканала Starz, который официально заказал шоу в январе 2012 года. После того, как попытка начать съёмки в Китае провалилась, права на проект вернулись обратно к The Weinstein Company. Затем Netflix заказал 10-серийный первый сезон за примерно 90 млн долларов. Проект был официально анонсирован на Netflix в январе 2014 года. Йоахим Рённинг и Эспен Сандберг выступили в качестве исполнительных продюсеров и режиссёрами первых двух эпизодов. Сериал снимался в Италии, Казахстане и на Pinewood Studios в Малайзии.
Каскадёр Цзюй Кунь, наряду с хореографом Бреттом Чаном, был нанят для работы в шоу, однако был признан погибшим на исчезнувшем рейсе 370 Malaysia Airlines.
Чтобы подготовиться к роли Чаби Джоан Чэнь прочитала книгу «Тайная история монгольских цариц» Джека Уэезерфорда, так как хотела, чтобы её актёрская игра отражала культуру того времени.

### Музыка
В сериале звучат сочинения монгольской группы Алтан ураг и Батзорига Ваашига из группы Khusugtun, который появился в эпизодической роли певца. Даниэле Люппе, Питер Нашел и Эрик В. Хачикян написали музыку к шоу.

## В ролях
| Актёр                | Персонаж         | Эпизоды | Сезоны       | Сезоны    |
| Актёр                | Персонаж         | Эпизоды | 1            | 2         |
| -------------------- | ---------------- | ------- | ------------ | --------- |
| Лоренцо Рикельми     | Марко Поло       | 20      | Постоянно    | Постоянно |
| Бенедикт Вонг        | Хубилай-хан      | 20      | Постоянно    | Постоянно |
| Джоан Чэнь           | Императрица Чаби | 20      | Постоянно    | Постоянно |
| Рик Юн               | Хайду            | 15      | Постоянно    | Постоянно |
| Амр Вакед            | Юсуф             | 9       | Постоянно    |           |
| Реми Хий             | Принц Чинким     | 20      | Постоянно    | Постоянно |
| Чжу Чжу              | Нергуи / Кокечин | 20      | Постоянно    | Постоянно |
| Том Ву               | Стоглазый        | 18      | Постоянно    | Постоянно |
| Махеш Джаду          | Ахмад            | 20      | Постоянно    | Постоянно |
| Оливия Ченг          | Мэй Лин          | 19      | Постоянно    | Постоянно |
| Ули Латукефу         | Бьямба           | 20      | Постоянно    | Постоянно |
| Чинь Хань            | Цзя Сыдао        | 11      | Постоянно    | Гость     |
| Пьерфранческо Фавино | Никколо Поло     | 9       | Постоянно    | Постоянно |
| Рон Йуан             | Принц Наян       | 7       |              | Постоянно |
| Клаудия Ким          | Хутулун          | 16      | Периодически | Постоянно |
| Жаклин Чан           | Шабканэ          | 7       |              | Постоянно |
| Леонард Ву           | Урус             | 8       |              | Постоянно |
| Томас Чаанинг        | Генель           | 3       |              | Постоянно |
| Крис Пэнг            | Арбан            | 5       |              | Постоянно |
| Гэбриэл Бирн         | Папа Григорий X  | 1       |              | Постоянно |
| Мишель Йео           | Лотос            | 7       |              | Постоянно |

## Эпизоды
| Сезон      | Серии | Серии | Даты показа     | Даты показа     |
| ---------- | ----- | ----- | --------------- | --------------- |
| 1          | 10    | 10    | 12 декабря 2014 | 12 декабря 2014 |
| Спецэпизод | 1     | 1     | 26 декабря 2015 | 26 декабря 2015 |
| 2          | 10    | 10    | 1 июля 2016     | 1 июля 2016     |

### Сезон 1 (12 декабря 2014)
| № общий | № в сезоне | Название                                           | Режиссёр                        | Автор сценария  |
| ------- | ---------- | -------------------------------------------------- | ------------------------------- | --------------- |
| 1       | 1          | «The Wayfarer» «Путник»                            | Йоахим Рённинг и Эспен Сандберг | Джон Фуско      |
| 2       | 2          | «The Wolf and the Deer» «Волк и олень»             | Йоахим Рённинг и Эспен Сандберг | Джон Фуско      |
| 3       | 3          | «Feast» «Пир»                                      | Алик Сахаров                    | Майкл Черначин  |
| 4       | 4          | «The Fourth Step» «Четвёртый шаг»                  | Алик Сахаров                    | Бретт Конрад    |
| 5       | 5          | «Hashshashin» «Ассасины»                           | Дэниель Минахан                 | Патрик Макманус |
| 6       | 6          | «White Moon» «Белая луна»                          | Дэниель Минахан                 | Дэйв Эриксон    |
| 7       | 7          | «The Scholar's Pen» «Перо учёного»                 | Дэвид Петрарка                  | Майкл Черначин  |
| 8       | 8          | «Rendering» «Рисунок»                              | Джон Мэйбери                    | Бретт Конрад    |
| 9       | 9          | «Prisoners» «Узники»                               | Дэвид Петрарка                  | Патрик Макманус |
| 10      | 10         | «The Heavenly and Primal» «Небесное и первобытное» | Джон Мэйбери                    | Джон Фуско      |

### Спецэпизод (26 декабря 2015)
| №  | Название                       | Режиссёр     | Автор сценария |
| -- | ------------------------------ | ------------ | -------------- |
| 11 | «One Hundred Eyes» «Стоглазый» | Алик Сахаров | Джон Фуско     |

### Сезон 2 (1 июля 2016)
| № общий | № в сезоне | Название                                            | Режиссёр        | Автор сценария                     |
| ------- | ---------- | --------------------------------------------------- | --------------- | ---------------------------------- |
| 12      | 1          | «Hunter and the Sable Weaver» «Охотник и швея»      | Дэниель Минахан | Джон Фуско                         |
| 13      | 2          | «Hug» «Объятия»                                     | Дэвид Петрарка  | Патрик Макманус                    |
| 14      | 3          | «Measure Against The Linchpin» «Мера против опоры»  | Дэниель Минахан | Элизабет Сарнофф                   |
| 15      | 4          | «Let God’s Work Begin» «Да начнётся промысел Божий» | Дэвид Петрарка  | Кейт Барноу                        |
| 16      | 5          | «Lullaby» «Колыбельная»                             | Джон Эмиел      | Брюс Маршалл Романс                |
| 17      | 6          | «Serpent’s Terms» «Условия искусителя»              | Джон Эмиел      | Ноэль Вальдивия                    |
| 18      | 7          | «Lost Crane» «Потерянный журавль»                   | Алик Сахаров    | Мэттью Уайт                        |
| 19      | 8          | «Whitehorse» «Белая лошадь»                         | Джеймс Мактиг   | Элизабет Сарнофф и Патрик Макманус |
| 20      | 9          | «Heirs» «Наследники»                                | Джеймс Мактиг   | Кейт Барноу                        |
| 21      | 10         | «The Fellowship» «Братство»                         | Алик Сахаров    | Элизабет Сарнофф и Патрик Макманус |